# Hexachromie
L'hexachromie est une technique de similigravure qui permet l'impression avec une gamme étendue des couleurs grâce à l'adjonction de deux couleurs (souvent orange, vert ou bleu) aux quatre encres (cyan, magenta, jaune et noire) de la quadrichromie.
Ce procédé permet de surmonter des limites de l'impression quadrichromique. Le gamut de la quadrichromie ne permet pas de produire des orangés à la fois lumineux et saturés : ajouter un passage avec une encre orange y remédie. Il en va de même pour les verts et les bleu-violets. En similigravure, le point de trame est plus visible lorsqu'il est petit, dans les couleurs pâles : une encre de nuance plus proche de la teinte que l'on vise rend la trame moins visible.
L'hexachromie est cependant peu utilisée car trop coûteuse, nécessitant six passages en machine, et compliquant encore la séparation des couleurs. Elle s'emploie surtout pour l'emballage et certains travaux de prestige.
Pantone Inc. a contribué au développement de l'hexachromie, en proposant notamment des teintes standard. Celles-ci adaptent les couleurs normalisées de la quadrichromie et en ajoutent deux, prises dans trois possibles.
On retrouve ce principe avec certaines imprimantes à jet d'encre pour la production d'image au rendu proche de la photographie.